# ナフト・テヘランFC
ナフト・テヘランFC (ラテン文字:Naft Tehran Football Club、ペルシア語: باشگاه فوتبال نفت تهران) は、イランの首都テヘランを本拠地とするサッカークラブである。現在はイラン・プロリーグに所属している。イラン国営石油会社がクラブのメインスポンサーを務めている。

## 歴史
1950年、イラン国営石油会社はサッカークラブを設立することを決定し、ナフト・テヘランの土台ができた。2010年6月28日、ナフト・テヘランは昇格を確実なものとし、クラブ60年の歴史の中で初めて国内最上位サッカーリーグであるイラン・プロリーグでプレーする権利を得た。2011-12シーズン、ナフト・テヘランは首都にサッカークラブが集中していることで起こる集客力不足のため本拠地移転を考えていたが、後に移転を否定した。2011-12シーズン、ナフト・テヘランは初めてAFCチャンピオンズリーグに参加できる位置にまで近づいたものの、結局リーグ戦は5位に終わりAFCチャンピオンズリーグの出場権を獲得することはできなかった。

## タイトル

### 国内タイトル
- イラン・プロリーグ

 3位 (2) : 2013-14, 2014-15
- ハズフィ・カップ

 優勝 (1) : 2016-17
 準優勝 (1) : 2014-15
- イラン・スーパーカップ

 準優勝 (1) : 2017
- アーザーデガーン・リーグ

 優勝 (1) : 2009-10
- イランリーグ 2部

 優勝 (1) : 2008-09
- イランリーグ 3部

 優勝 (1) : 2005-06
- テヘラン・リーグ

 優勝 (1) : 2004-05

## シーズン別の成績
2003年以降の成績を記す。
| シーズン | リーグ                   | 順位 | ハズフィー・カップ | 註   |
| -------- | ------------------------ | ---- | ------------------ | ---- |
| 2003–04  | テヘラン・リーグ         | 4位  |                    | 昇格 |
| 2004–05  | テヘラン・リーグ         | 1位  |                    | 昇格 |
| 2005–06  | イランリーグ3部          | 1位  |                    | 昇格 |
| 2006–07  | イランリーグ2部          | 4位  |                    |      |
| 2007–08  | イランリーグ2部          | 7位  | 1回戦敗退          |      |
| 2008–09  | イランリーグ2部          | 1位  | ベスト16           | 昇格 |
| 2009–10  | アーザーデガーン・リーグ | 1位  | 3回戦敗退          | 昇格 |
| 2010–11  | イラン・プロリーグ       | 13位 | ベスト32           |      |
| 2011–12  | イラン・プロリーグ       | 5位  | ベスト32           |      |
| 2012–13  | イラン・プロリーグ       | 5位  | ベスト16           |      |
| 2013–14  | イラン・プロリーグ       | 3位  | ベスト16           |      |
| 2014–15  | イラン・プロリーグ       | 3位  | 準優勝             |      |

## 歴代監督
- マフムード・ヤーヴァーリー
- パルヴィーズ・デフダーリー (1973–86)
- ビージャン・ジャアファリー
- ナーセル・ファルヤードシーラーン (2003–06)
- メフディー・ディーンヴァルザーデ (2006–2010年5月)
- モルテザー・イェケフ (2010年5月-2010年6月)
- ナーデル・ダストネシャーン (2010年6月-2010年7月)
- ホセイン・ファラーキー (2010年7月-2012年7月)
- マンスール・エブラーヒームザーデ (2012年7月-2013年)
- ヤフヤー・ゴルモハンマディー （2013年-2014年）
- アリーレザー・マンスーリヤーン (2014年-)

## 歴代所属選手
イラン
- ニーマー・ガヴィーデル
- マフムード・ハギーギヤーン
- アリ・カリミ（アリー・キャリーミー） (ユース)
- ファルシード・キャリーミー (ユース出身)
- ジャヴァード・ネクーナーム (ユース出身)
- アクバル・サギーリー
- バフラーム・シェイバーニー
- ヤアグーブ・キャリーミー 2011-2013
- アミール・アルサラーン・モタハリー 2014-

| AFC - マクサトムラート・シャムラドフ |